# Nordisk metodikkommitté för livsmedel
Nordisk metodikkommitté för livsmedel, eg.: Nordisk metodikkomite for levnedsmidler, (NMKL) är en nordisk organisation grundad under ett möte i Stockholm 22–24 september 1947.

## Beskrivning
Organisationen består av mikrobiologer, kemister och sensoriker från Danmark, Finland, Island, Norge och Sverige. NMKL har som sin främsta uppgift att välja ut, validera, godkänna och publicera metoder för analys av livsmedel. Metodernas pålitlighet blir först prövad vid kollaborative försök antingen i egen regi eller hos andra internationella organisationer. Under de senaste åren är det också utarbetat procedurer och handledningar till användning innanför kvalitetssäkring av laboratorier och analysarbete har blivit ett viktigt arbetsområde för NMKL. Arbetet utförs inom subkomiteer för mikrobiologi, kemi och sensorisk.
I enlighet med ett avtal med Nordiska ministerrådet, koordinerar NMKL det nordiska samarbetet innanför analysmetodik av livsmedel i den europeiska standardiserings-organisationen CEN. Förutom dessa konkreta uppgifter, spelar NMKL en mycket viktig roll som ett diskussions och mötesforum för nordiska livsmedelslanalytiker.
NMKL har en offentlig ställning genom ekonomiskt stöd från och organisatorisk länk till Nordiska ministerrådet och Ämbetsmannskomiteen for Livsmedelsfrågor (ÄK-FJLS).
Sedan november 1997 har Veterinärinstitutet i Oslo varit värdinstitution för NMKL. Tidigare har generalsekretariatet varit lagt till respektive Finland, Sverige och Danmark. Generalsekretariatet står för den dagliga driften av organisationen och leds av en vald generalsekreterare.

## Nationalkommittéer
Arbetet i de enstaka länderna organiseras av en nationalkommitté. Den svenska nationalkomnittén håller vanligtvis fyra heldagsmöten per år. Arbetet sker också per telefon och e-post. Ordförande är Ulla Edberg, Livsmedelsverket.
Följande firmor/organisationer är representerade i den svenska nationalkommittén
(2009):
- Livsmedelsverket
- SIK – Institutet för Livsmedel och Bioteknik
- Arla Foods
- Iggesund Paperboard
- Kraft Foods
- LaVet
- Cerealia
- Procordia Food
- Svalöf Weibull AB

## Generalsekreterare
- 1947-1971: Jörgen Bielefeldt, Fellesforeningen af Danmarks Brugsforeningers laboratorium
- 1971-1976: Sören C Hansen, Statens Levnedsmiddelinstitut, Danmark
- 1976-1985: Lars-Åke Appelqvist, Lunds universitet, Sverige
- 1985-1997: Harriet Wallin, VTT (Teknologiasta liiketoimintaa), Finland
- 1997-2016: Hilde Skår Norli, Veterinærinstituttet, Norge
- 2016 –     : Nina Skall Nielsen, DTU Fødevareinstituttet, Danmark

## Ordförande
- 1947-1960: Ernst Abramson, Sverige
- 1960-1974: Haakon Natvig, Norge
- 1974-1987: Yrjö Mälkki, Finland
- 1987-1989: Niels Skovgaard, Danmark
- 1989-2009: Ole Björn Jensen, Danmark
- 2009-2015: Ulla Edberg, Livsmedelsverket, Sverige
- 2015-: Franklin Georgsson, Island

## Årsmöten
Årsmöten anordnas i slutet av augusti och leds av NMKL:s ordförande.
- 1973: Hønefoss (Norge)
- 1974: Helsingfors (Finland)
- 1975: København (Danmark)
- 1976: Uppsala (Sverige)
- 1977: Bergen (Norge)
- 1978: Esbo (Finland)
- 1979: Uppsala (Sverige)
- 1980: Køge (Danmark)
- 1981: Oslo (Norge)
- 1982: Esbo (Finland)
- 1983: Laugarvatn (Island)
- 1984: Sigtuna (Sverige)
- 1985: Randers (Danmark)
- 1986: Asker (Norge)
- 1987: Åbo (Finland)
- 1988: Glumslöv (Sverige)
- 1989: Stykkishólmur (Island)
- 1990: Gentofte (Danmark)
- 1991: Bergen (Norge)
- 1992: Lahtis (Finland)
- 1993: Sigtuna (Sverige)
- 1994: Hveragerði (Island)
- 1995: Tórshavn (Färöarna, arrangör: Danmark)
- 1996: Molde (Norge)
- 1997: Nyslott (Finland)
- 1998: Visby (Sverige)
- 1999: Kirkjubæjarklaustur (Island)
- 2000: Rönne (Danmark)
- 2001: Lillehammer (Norge)
- 2002: Mariehamn (Åland, arrangör: Finland)
- 2003: Marstrand (Sverige)
- 2004: Akureyri (Island)
- 2005: Rømø (Danmark)
- 2006: Svolvær (Norge)
- 2007: Nådendal (Finland)
- 2008: Vadstena (Sverige)
- 2009: Selfoss (Island)
- 2010: Ebeltoft (Danmark)
- 2011: Voss (Norge)
- 2012: Borgå (Finland)
- 2013: Kalmar (Sverige)
- 2014: Stykkishólmur (Island)
- 2015: Nyborg (Danmark)
- 2016: Røros (Norge)
- 2017: Tammerfors (fi. Tampere) (F)

## Subkommittéer
- Subkommitté 1: Administrativa frågor (ordförande: Franklin Georgsson, Matís, Island)
- Subkommitté 2: Mikrobiologi (ordförande: Gro Johannessen, Vetrinærinstituttet, Norge)
- Subkommitté 3: Kemi (ordförande: Tuija Pihlström, Livsmedelsverket, Sverige)
- Subkommitté 4: Sensorik (ordförande: Grethe Hyldig, DTU Aqua, Danmark)